# Aplysiida
Anaspidea
Ordre
Synonymes
- Anaspidea P. Fischer, 1883[2]
- Aplysiidae Lamarck, 1809 (préféré par BioLib)[3]
- Aplysiomorpha Pelseneer, 1906[2]

Les Aplysiida sont un ordre de mollusques gastéropodes opisthobranches contenant notamment les aplysies ou « lièvres de mer » (auparavant appelées « Anaspidea »).

## Systématique
L'ordre des Aplysiida est attribué, en 1809, au naturaliste français Jean-Baptiste de Lamarck (1744-1829).

## Liste des super-familles et familles
Selon World Register of Marine Species (20 octobre 2021) :
- super-famille Akeroidea Mazzarelli, 1891
  - famille Akeridae Mazzarelli, 1891 -- 1 genre, 6 espèces
- super-famille Aplysioidea Lamarck, 1809
  - famille Aplysiidae Lamarck, 1809 -- 11 genres, 69 espèces